# لیک باکهورن (اوهایو)
لیک باکهورن (به انگلیسی: Lake Buckhorn) یک منطقهٔ مسکونی در ایالات متحده آمریکا است که در شهر مکانیک واقع شده‌است. لیک باکهورن ۵٫۲۱ کیلومتر مربع مساحت و ۶۰۱ نفر جمعیت دارد و ۲۶۸٫۲۳ متر بالاتر از سطح دریا واقع شده‌است.